# Pedro Feliz
Pedro Julio Féliz (nacido el 27 de abril de 1975 en Azua) es un infielder/outfielder dominicano de Grandes Ligas  que se encuentra en la organización de los Padres de San Diego. Féliz ha conectado 20 o más jonrones en cuatro de sus primeras cinco temporadas como tercera base titular y es un fildeador por encima del promedio en la tercera base. Pasó los primeros ocho años de su carrera de Grandes Ligas con los Gigantes de San Francisco (de 2000 a 2007) antes de firmar un contrato como agente libre con los Filis de Filadelfia en 2008.

## Carrera

### San Francisco Giants
Féliz fue firmado por los Gigantes de San Francisco como amateur el 7 de febrero de 1994. Pasó parte de siete temporadas en el farm system de los Gigantes de San Francisco antes de ser llamado al roster de Grandes Ligas en septiembre del 2000.

Feliz jugó para los Gigantes de 2000 a 2007, y fue su único jugador proveniente de su sistema, entre 2002 y 2007. Después de un par de temporadas saliendo de la banca y de vez en cuando como titular, una serie de lesiones en peloteros de los Gigantes dio a Feliz la oportunidad de convertirse en un jugador regular en 2004. Reemplazó a Edgardo Alfonzo como tercera base regular en 51 partidos, también reemplazó a J. T. Snow 70 partidos en la primera base, apareció en 20 partidos en el campocorto y cuatro en los jardines.

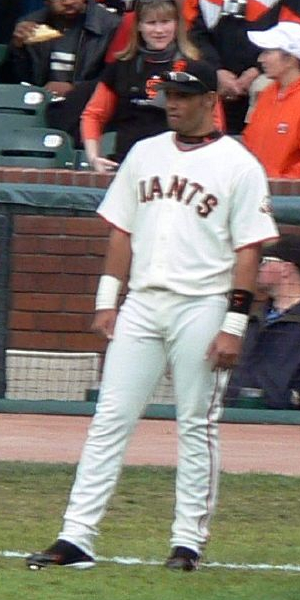
Féliz con los Gigantes de San Francisco en 2006

 Con el bate, Féliz registró marcas personales en promedio de bateo (.276), jonrones (22), impulsadas (84), veces al bate (603), y partidos jugados (144).
Féliz fue movido a casi todas las posiciones de defensa en todas partes, sobre todo en reemplazo de lesionados durante la temporada 2005. En 2007, había ocupado el papel de tercera base titular de los Gigantes.
Aunque Féliz fue un bateador de poder, su promedio de bateo antes de la temporada 2006 fue de sólo.255, y tuvo algunos boletos, sin haber registrado un porcentaje de embasarse por encima de.305 o un OPS por encima de.793. A menudo fue criticado por su falta de paciencia en el plato. En 2006, se ponchó 112 veces estableciendo un récord personal.
El 8 de junio de 2007, en un partido contra los Atléticos de Oakland, Féliz jugó en la posición de receptor por primera vez en su carrera de Grandes Ligas. Su receptor de reserva, Eliézer Alfonso, se lesionó en una jugada en el plato y tuvo que abandonar el juego en la 10.ª entrada. Con los receptores de los Gigantes lesionados, Feliz tuvo que ocupar esa posición. Después de la temporada, Féliz fue galardonado con el premio Fielding Bible Award como el mejor fildeador en la tercera base de las Grandes Ligas en 2007.
Estuvo buscando una extensión de contrato por tres años con los Gigantes tras la conclusión de su contrato después de la temporada 2007, pero los Gigantes declinaron hacer dicha oferta. Féliz declinó el arbitraje salarial y se declaró agente libre.

### Philadelphia Phillies
El 31 de enero de 2008, Féliz firmó un contrato por dos años con los Filis de Filadelfia. Los Gigantes le ofrecieron a Féliz más dinero garantizado, pero se sintió alienado por el comportamiento de los Gigantes durante las negociaciones. En 2008, batallando con la espalda baja inflamada, el poder de bateo de Féliz disminuyó, pero dio uno de los hits más importantes en la historia de los Filis cuando empujó a Eric Bruntlett para anotar la carrera del triunfo del equipo en el Juego 5 de la Serie Mundial contra los Tampa Bay Rays.
El 8 de noviembre de 2009, la gerencia de los Filis declinó la opción de Féliz para la temporada 2010.

### Houston Astros
El 10 de diciembre de 2009, Féliz firmó un contrato por un año y 4 millones de dólares con los Astros de Houston.

### St. Louis Cardinals
El 19 de agosto de 2010, Féliz fue cambiado a los Cardenales de San Luis a cambio de dinero en efectivo y el lanzador de ligas menores David Carpenter.

### Kansas City Royals
El 3 de febrero de 2011, Féliz firmó un contrato de ligas menores con los Reales de Kansas City, con una invitación a los entrenamientos de primavera. El 28 de marzo, Féliz fue liberado por los Reales.

### Camden Riversharks
Féliz firmó con Camden Riversharks en las ligas independientes el 13 de mayo de 2011.

### San Diego Padres
El 10 de agosto de 2011, Feliz firmó un contrato de ligas menores con los Padres de San Diego y fue asignado al equipo de Triple-A Padres Tucson.

## Vida personal
Féliz y su esposa Niurka Mateo se casaron en diciembre de 2002. Tienen tres hijas.